# Colonial Diplomacy
Colonial Diplomacy, appelée aussi plus simplement Colonial, est une des plus proches variantes de Diplomatie à avoir été commercialisé avec notamment Machiavelli et Kamakura.
Ce jeu, créé par l’Américain Peter Hawes, a été édité en 1994 par Avalon Hill. Le jeu remporte en 1995, ex æquo avec Three Days of Gettysburg (jeu de Richard Berg édité chez GMT Games), l’Origins Award pour le meilleur jeu de société « pré-XXe siècle ».
Le plan de jeu représente l’Asie (et les régions frontalières européennes et africaines) au début de l’époque coloniale, le jeu commence conventionnellement en 1870. Les puissances engagées sont l’Empire ottoman, la Russie, l’Angleterre, la France, les Pays-Bas, la Chine et le Japon.
Les règles sont identiques au jeu Diplomatie à l’exception des trois points suivants :
- un Transsibérien utilisable uniquement par les forces russes et permettant de traverser le territoire russe en un temps record le long de la ligne ;
- un canal de Suez traversable uniquement avec l’accord de l’unité située en Égypte s’il y en a une ;
- un territoire de Hong Kong assurant un centre supplémentaire mais uniquement pour les joueurs n’incarnant pas la Chine.